# Harriet Pattison
Harriet Pattison (* 29. Oktober 1928 in Chicago; † 2. Oktober 2023 in Newtown Square, Pennsylvania) war eine US-amerikanische Landschaftsarchitektin.

## Leben
Pattison wurde 1928 in Chicago als jüngstes von sieben Kindern eines Immobilienmaklers geboren. Sie besuchte eine private Schule in der Nähe und studierte dann drei Semester am Wellesley College, ehe sie auf die University of Chicago wechselte, wo sie graduierte. Anschließend ging sie an die Yale School of Drama, um Bühnenbildnerin zu werden, entschied aber später, dass dies nicht der richtige Weg für sie war. Auch andere Ideen – ein Studium der Moralphilosophie an der University of Edinburgh und eine Ausbildung zur Pianistin in Philadelphia – liefen ins Leere. 1958 lernte sie den Architekten Louis I. Kahn kennen und begann mit ihm eine Affäre, aus der ein Sohn hervorging, der Dokumentarfilmer Nathaniel Kahn.
Nach dessen Geburt suchte sie einen neuen Karriereweg und begann auf Vorschlag Kahns, bei dem Landschaftsarchitekten Dan Kiley zu arbeiten. Um bessere Karrieremöglichkeiten zu haben, schloss sie ein Studium der Landschaftsarchitektur an der University of Pennsylvania ab und arbeitete danach für den Landschaftsarchitekten George Erwin Patton. Als Teil von Pattons Büro wurde sie für die Landschaftsarchitektur des Kimbell Art Museums zuständig, dessen architektonischer Entwurf durch Louis Kahn gestaltet wurde. Die beiden arbeiteten folglich eng zusammen; weitere Zusammenarbeiten erfolgten später bei den Planungen für den Franklin D. Roosevelt Four Freedoms Park (Pattison) mit dem Four Freedoms Memorial (Kahn), das erst Jahrzehnte nach Ende der Planungen in leicht abgeänderter Form umgesetzt wurde.
Nach Kahns Tod 1974 setzte Pattison ihre Arbeit als Landschaftsarchitektin fort. Sie machte sie eigenständig, kooperierte aber häufig mit ihrem früheren Chef George Erwin Patton. Unter anderem entwarf sie Pläne für das Hauptquartier der Hershey Company und gestaltete in Zusammenarbeit mit dem Architekten Peter Bohlin die Landschaftsarchitektur mehrerer Privathäuser in Neuengland. 2003 wurde sie von ihrem Sohn für dessen Dokumentarfilm My Architect interviewt. Eine Auswahl ihres Werkes wurde 2016 an der University of Pennsylvania gezeigt. Im gleichen Jahr wurde sie als Fellow in die American Society of Landscape Architects aufgenommen. 2020 veröffentlichte sie eine Autobiografie. Sie starb 2023 wenige Wochen vor ihrem 95. Geburtstag in Newtown Square, Pennsylvania.

## Veröffentlichungen
- Our Days Are Like Full Years: A Memoir with Letters from Louis Kahn. Yale University Press, New Haven 2020. ISBN 978-0-300-22312-5.